# Tumwater
Tumwater (korábban New Market) az Amerikai Egyesült Államok északnyugati részén, Washington állam Thurston megyéjében elhelyezkedő város. A 2010. évi népszámlálási adatok alapján 17 371 lakosa van.
A Tumwater név egy chinook kifejezésből ered, melynek jelentése „vízesés”. Tumwater 1875-ben kapott városi rangot.

## Éghajlat
A város éghajlata mediterrán (a Köppen-skála szerint Csb).
| Hónap                         | Jan.  | Feb.  | Már.  | Ápr. | Máj. | Jún. | Júl. | Aug. | Szep. | Okt.  | Nov.  | Dec.  | Év    |
| ----------------------------- | ----- | ----- | ----- | ---- | ---- | ---- | ---- | ---- | ----- | ----- | ----- | ----- | ----- |
| Rekord max. hőmérséklet (°C)  | 17,8  | 22,8  | 26,1  | 31,1 | 35,6 | 37,8 | 40,0 | 40,0 | 36,7  | 32,2  | 22,8  | 17,8  | 40,0  |
| Átlagos max. hőmérséklet (°C) | 7,8   | 9,4   | 12,2  | 15,0 | 18,3 | 21,7 | 25,0 | 25,6 | 22,2  | 15,6  | 10,0  | 6,7   | 15,8  |
| Átlagos min. hőmérséklet (°C) | 1,1   | 0,6   | 1,7   | 3,3  | 6,1  | 8,9  | 10,6 | 10,6 | 7,8   | 5,0   | 2,2   | 0,6   | 4,9   |
| Rekord min. hőmérséklet (°C)  | −22,2 | −18,3 | −12,8 | −5,0 | −3,9 | −1,1 | 1,7  | 0,6  | −3,9  | −10,0 | −18,3 | −21,7 | −22,2 |
| Átl. csapadékmennyiség (mm)   | 199   | 138   | 134   | 90   | 59   | 45   | 16   | 24   | 43    | 117   | 219   | 189   | 1273  |
| Forrás: The Weather Channel   |       |       |       |      |      |      |      |      |       |       |       |       |       |

## Népesség
A 2010-es népszámláláskor a városnak 17 731 lakója, 7566 háztartása és 4560 családja volt. A népsűrűség 383,3 fő/km2. A lakóegységek száma 8064, sűrűségük 178 db/km2. A lakosok 85%-a fehér, 1,7%-a afroamerikai, 1,2%-a indián, 4,8%-a ázsiai, 0,5%-a a Csendes-óceáni szigetekről származik, 1,6%-a egyéb, 5,2%-a pedig kettő vagy több etnikumú. A spanyol vagy latino származásúak aránya 6,2% (   )
A háztartások 28,9%-ában élt 18 évnél fiatalabb. 40,9% házas, 13,1% egyedülálló nő, 4,9% egyedülálló férfi, 41,1% pedig nem család. 31,6% egyedül élt; 9,7%-uk 65 éves vagy idősebb. Egy háztartásban átlagosan 2,27 személy élt; a családok átlagmérete 2,83 fő.
A medián életkor 35 év volt. A város lakóinak 27%-a 18 évesnél fiatalabb, 10% 18 és 24 év közötti, 31,7%-uk 25 és 44 év közötti, 26,8%-uk 45 és 64 év közötti, 13%-uk pedig 65 éves vagy idősebb. A lakosok 47,7%-a férfi, 52,3%-a pedig nő.

## Fordítás
- Ez a szócikk részben vagy egészben  a   Tumwater, Washington című angol Wikipédia-szócikk ezen változatának fordításán alapul.  Az eredeti cikk szerkesztőit annak laptörténete sorolja fel. Ez a jelzés csupán a megfogalmazás eredetét és a szerzői jogokat jelzi, nem szolgál a cikkben szereplő információk forrásmegjelöléseként.